# 韦尔伯·施拉姆
韦尔伯·施拉姆（Wilbur Schramm，又譯作宣偉伯，1907年8月5日—1987年12月27日），美国著名传播学者，被譽為「传播学之父」。
先后毕业于马里塔学院（Marietta College）、哈佛大学和衣阿华大学，分别获得学士、硕士和博士学位。毕业后在《波士顿先驱报》（Boston Herald）、美联社当过记者和编辑，后来离开媒体，开始从事新闻传播学的研究和教学工作。曾任衣阿华大学新闻学院院长，并先后创办了四个传播学研究机构：衣阿华大学舆论调查中心(1934)、伊利诺伊大学传播研究所(1948)、斯坦福大学传播研究所(1955)和夏威夷东西方中心传播研究所(1955)。
他著述宏富，一生撰写、主编了近30部著作及大量学术论文，是美国传播学的主要奠基人和集大成者，被人誉为“传播学之父”。首次提出报刊四种理论：集权主义、自由主义、社会责任主义、苏维埃理论。建立了第一个大学的传播学研究机构、编撰了第一本传播学教科书、授予了第一个传播学博士、是世界上第一个具有传播学教授头衔的人。